# Маячення стосунку
Маячення стосунку — вид маячення, в разі якого хворий вважає індиферентні для себе події такими, що стосуються безпосередньо його. Те, що відбувається довкола хворого, набуває подвійного змісту та особливого значення.
Маячні ідеї стосунку найчастіше трапляються при шизофренії та є її найчастішим симптомом. Також маячення стосунку є симптомом маячного розладу, біполярного розладу (в стадії манії) та шизотипового розладу особистості.

## Нейробіологія

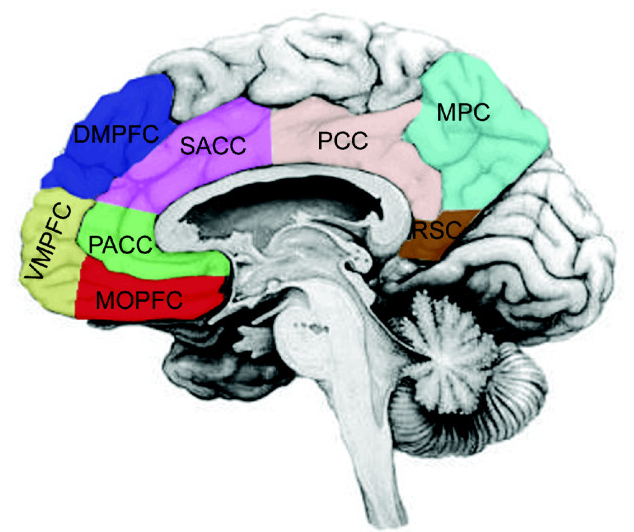
Анатомічне розташування серединних кіркових структур (СКС). Перігенуальна передня поясна кора (PACC), вентро- та дорсомедіяльна префронтальна кора (VMPFC, DMPFC), супрагенуальна передня поясна кора (SACC), задня поясна кора (PCC) та.

2011 року канадські вчені провели дослідження, що охопило 18 хворих шизофренією з виразним маяченням стосунку та 17 здорових осіб. Під час вивчення досліджуваного, що перебував у МРТ-сканері, ознайомлювали з низкою неоднозначних речень та запитували, чи відчуває він, що речення були написані саме про нього. Використовувались як загальні (неперсоналізовані), так і індивідуально підібрані запитання для індукування ідей стосунку.
Результати дослідження показали в осіб із маяченням стосунку підвищену активність серединних кіркових структур (СКС), лімбічної системи, смугастого тіла, а також зниження диференціяції між самостосовною та несамостосовною інформацією.

## Класифікація
Дослідження зі застосуванням методу факторного аналізу показало існування двох видів маячення стосунку: комунікаційне й спостережне.
1. При комунікаційному маяченні стосунку хворий вірить, що інші люди позаочі чи невербально говорять про нього.[3]
2. При спостережному маяченні стосунку можлива наявність ідей переслідування та галюцинацій.[2]

## Характеристика
При маяченні стосунку хворий може бути впевненим в поганому ставленні до себе з боку людей його оточення, що засуджують його, насміхається з нього, «переморгується», глузливо посміхаються. Це і стає причиною усамітнення хворого, уникання ним громадських місць та транспорту, де він особливо гостро відчуває недоброзичливе до себе ставлення.
Дослідження не виявили наявність упередження поспішних висновків при маяченні стосунку.

## Діагностика
Для діагностики маячення стосунку може застосовуватись Інтерв'ю-шкала ідей стосунку (ІШІС; англ. Ideas of Reference Interview Scale). ІШІС є 15-пунктною напівструктурованою шкалою для оцінювання самостосовного досвіду.